# NGC 7686
NGC 7686 (другое обозначение — OCL 251) — рассеянное скопление в созвездии Андромеда.
Этот объект входит в число перечисленных в оригинальной редакции «Нового общего каталога».